# Lista episoadelor din Escrocii
Escrocii (în engleză Hustle) este un serial britanic de televiziune produs de Kudos Film & Television pentru BBC One în Marea Britanie.

## Prezentarea generală a sezoanelor
| Sezon | Sezon | Episoade | Începutul sezonului | Sfârșitul sezonului | Date de lansare a DVD-urilor | Date de lansare a DVD-urilor | Date de lansare a DVD-urilor |
| Sezon | Sezon | Episoade | Începutul sezonului | Sfârșitul sezonului | Regiunea 1                   | Regiunea 2                   | Regiunea 4                   |
| ----- | ----- | -------- | ------------------- | ------------------- | ---------------------------- | ---------------------------- | ---------------------------- |
|       | 1     | 6        | 24 februarie 2004   | 30 martie 2004      | 5 septembrie 2006            | 18 aprilie 2005              | 11 februarie 2008            |
|       | 2     | 6        | 29 martie 2005      | 3 mai 2005          | 13 februarie 2007            | 19 septembrie 2005           | 2 aprilie 2008               |
|       | 3     | 6        | 10 martie 2006      | 14 aprilie 2006     | 10 iulie 2007                | 23 aprilie 2007              | 11 decembrie 2008            |
|       | 4     | 6        | 3 mai 2007          | 7 iunie 2007        | 22 ianuarie 2008             | 28 aprilie 2008              | 2 aprilie 2009               |
|       | 5     | 6        | 8 ianuarie 2009     | 12 februarie 2009   | N/A                          | 11 ianuarie 2010             | 4 martie 2010                |
|       | 6     | 6        | 4 ianuarie 2010     | 8 februarie 2010    | N/A                          | 10 ianuarie 2011             | N/A                          |
|       | 7     | 6        | 7 ianuarie 2011     | 18 februarie 2011   | N/A                          | 9 ianuarie 2012              | N/A                          |
|       | 8     | 6        | 13 ianuarie 2012    | 17 februarie 2012   | N/A                          | N/A                          | N/A                          |

## Episoade

### Sezonul 1 (2004)
| Nr. | # | Titlu              | Regizat de     | Scris de       | Prima difuzare    | Spectatori în Marea Britanie (milioane) |
| --- | - | ------------------ | -------------- | -------------- | ----------------- | --------------------------------------- |
| 1 | 1 | „The Con is On”    | Bharat Nalluri | Tony Jordan    | 24 februarie 2004 | 7.23                                    |
| Mickey "Bricks" Stone tocmai a fost eliberat din închisoare, având o condamnare pentru că l-a atacat pe amantul soției sale. Expert în "escrocherii de mare anvergură", el își adună vechea sa echipă de escroci pentru a da o ultimă lovitură înainte de a se retrage pentru totdeauna. Echipa sa este diversă, de la bătrânul trișor Albert, la ademenitoarea Stacie Monroe și la escrocul priceput la toate Ashley "3 Socks" Morgan. "Ținta" lor este un om de afaceri lacom și, după ce escrocheria este demarată, escrocul mărunt Danny Blue intră în combinație pentru a se alătura echipei și a-și îmbunătăți calitățile. În final, echipa își păcălește ținta să investească într-o afacere ilegală, dar poliția îi capturează. Se dovedește apoi că persoana care conduce ancheta este un alt impostor și totul este un plan elaborat pentru a testa loialitatea lui Danny. Prima apariție a lui Michael Stone, Danny Blue, Ash Morgan, Stacie Monroe, Albert Stroller, DS Terri Hodges și Eddie. |   |                    |                |                |                   |                                         |
| 2 | 2 | „Faking It”        | Bharat Nalluri | Tony Jordan    | 2 martie 2004     | 7.16                                    |
| Albert este bătut rău de un gangster local după ce a fost prins trișând la jocul de cărți. Când banda află că gangsterul este pasionat de filme, îl înșală să investească într-un film fals. |   |                    |                |                |                   |                                         |
| 3 | 3 | „Picture Perfect”  | Bharat Nalluri | Matthew Graham | 9 martie 2004     | 5.75                                    |
| Albert și Ash jefuiesc din greșeală un om de afaceri de ultimele sale economii. Pentru a-i da banii înapoi, banda are un tablou falsificat și îl vinde unui pasionat de artă ignorant. |   |                    |                |                |                   |                                         |
| 4 | 4 | „Cops and Robbers” | Minkie Spiro   | Tony Jordan    | 16 martie 2004    | 5.81                                    |
| Mickey este șantajat de către un fost polițist, devenit șeful securității unei bănci, care amenință să-l trimită la închisoare pe Danny dacă Mickey nu-l ajută să prindă un spărgător de bănci. Mickey își dă seama curând că fostul polițist îi întinde o capcană pentru a fi prins el-însuși, în timp ce spărgătorul de bănci caută, de fapt, să recupereze o valoroasă bijuterie de familie, care fusese confiscată de bancă în schimbul unui credit întârziat la plată. |   |                    |                |                |                   |                                         |
| 5 | 5 | „A Touch of Class” | Minkie Spiro   | Ashley Pharoah | 23 martie 2004    | 6.74                                    |
| O femeie bogată, ticăloasă și recent divorțată este ținta escrocheriei. Echipa decide să facă escrocheria Congreve (fraudarea unei femei răzbunătoare). Totul merge conform planului până când sentimentele lui Mickey pentru femeie încep să o ia razna, dar care este de fapt "victima" în această înșelătorie concretă? |   |                    |                |                |                   |                                         |
| 6 | 6 | „The Last Gamble”  | Robert Bailey  | Tony Jordan    | 30 martie 2004    | 6.14                                    |
| Echipa alege un om lacom ca țintă pentru o escrocherie folosind cele două slăbiciuni secrete ale sale - jocurile de noroc și prostituatele -, dar situația este complicată de o țintă anterioară care-i caută pentru a-și recupera pierderea pretinuând să-i vândă țintei London Eye. |   |                    |                |                |                   |                                         |

### Sezonul 2 (2005)
| Nr. | # | Titlu                 | Regizat de      | Scris de         | Prima difuzare  | Spectatori în Marea Britanie (milioane) |
| --- | - | --------------------- | --------------- | ---------------- | --------------- | --------------------------------------- |
| 7 | 1 | „Gold Mine”           | Otto Bathurst   | Tony Jordan      | 29 martie 2005  | 5.94                                    |
| Harry Holmes, un escroc veteran, este trimis în închisoare de un dezvoltator imobiliar obraznic, un om care crede că nu poate fi înșelat. În ciuda faptului că Mickey și Albert consideră omul de neatins, Danny face un pariu pe 50 de penny cu Mickey că dezvoltatorul poate fi înșelat. Planul lui Danny este de a-l convinge pe dezvoltator că o parcelă de teren din inima Londrei conține o mină de aur. Atunci când escrocheria începe să se destrame în ceasul al 11-lea, mult mai experimentatul Mickey intervine pentru a salva situația și a-i păstra pe toți în libertate. |   |                       |                 |                  |                 |                                         |
| 8 | 2 | „Confessions”         | Otto Bathurst   | Matthew Graham   | 5 aprilie 2005  | 5.62                                    |
| Un gangster devenit un faimos bucătar își caută fiul pierdut de mult, iar Albert concepe un plan pentru ca echipa să-i ia banii. Între timp, moartea unui prieten apropiat îl face pe Albert să-și pună întrebări cu privire la propria sa mortalitate. |   |                       |                 |                  |                 |                                         |
| 9 | 3 | „The Lesson”          | Alrick Riley    | Tony Jordan      | 12 aprilie 2005 | 5.26                                    |
| Danny descoperă un potențial membru al echipei și-l implică într-o escrocherie care consta în înșelarea unui colecționar nigerian de bancnote rare prin plasarea unei bancnore americane rare de 1.000 $. Cu toate acestea, când escrocheria merge prost, noul membru încearcă să obțină bancnota prin înșelarea unei femei nevinovate, nebănuind că el a fost de la început ținta escrocheriei ... |   |                       |                 |                  |                 |                                         |
| 10 | 4 | „Missions”            | Alrick Riley    | Howard Overman   | 19 aprilie 2005 | 6.14                                    |
| Planul echipei de a escroca o casă de licitații cu o carte de benzi desenate falsă o ia razna atunci când o polițistă coruptă decide să se alăture echipei; între timp, Stacie începe o relație de prietenie cu un fan al benzilor desenate care vrea cartea de benzi desenate pentru el. |   |                       |                 |                  |                 |                                         |
| 11 | 5 | „Old Acquaintance”    | John Strickland | Julie Rutterford | 26 aprilie 2005 | 6.54                                    |
| Fostul soț al lui Stacie reapare la Londra, după ce i-a golit apartamentul, lăsând-o doar cu un cactus, brânză mucegăită, și un CD cu Phil Collins, care nu era însă al ei. Banda decide că răzbunarea este servită cel mai bine la rece și încearcă să-i ia banii la un joc fraudulos de poker, dar se va îndrăgosti Stacie de el din nou? |   |                       |                 |                  |                 |                                         |
| 12 | 6 | „Eye of the Beholder” | John Strickland | Tony Jordan      | 3 mai 2005      | 5.42                                    |
| Nimeni nu a încercat să fure bijuteriile coroanei de la Thomas Blood și nimeni nu a reușit vreodată. Mickey intenționează să schimbe acest lucru, dar lucrurile sunt făcute mult mai dificile de către o echipă de poliție, care este în prezent, pe urmele lui Mickey. Ultima apariție a lui DS Hodges |   |                       |                 |                  |                 |                                         |

### Sezonul 3 (2006)
| Nr. | # | Titlu                         | Regizat de    | Scris de       | Prima difuzare  | Spectatori în Marea Britanie (milioane) |
| --- | - | ----------------------------- | ------------- | -------------- | --------------- | --------------------------------------- |
| 13 | 1 | „Price for Fame”              | Otto Bathurst | Tony Jordan    | 10 martie 2006  | 6.48                                    |
| Echipa s-a întors la Londra și și-a reluat activitatea după ce a pierdut toți banii într-o mică vacanță în Las Vegas. A doua țintă (ținta inițială avusese un atac de cord înainte de începerea escrocheriei), un traficant de persoane pe nume Benny Frazier, vrea să facă tot ce este posibil pentru fiul său, un artist rap aspirant. Ținta este pregătită, dar va fi prinsă în capcană? |   |                               |               |                |                 |                                         |
| 14 | 2 | „The Henderson Challenge”     | Otto Bathurst | Tony Jordan    | 17 martie 2006  | 5.90                                    |
| Rivalitatea între Mickey și Danny escaladează, ambii dorind să se afle la conducerea bandei. Pentru a rezolva această dilemă, Albert sugerează ca cei doi să treacă prin "Provocarea Henderson". Lăsați în pielea goală în centrul Londrei și fiindu-le date șase ore la dispoziție pentru a strânge cât mai mulți bani din escrocherii, ea devine un test al aptitudinilor în materie de înșelăciuni între Danny și Mickey, cu Stacie ajutându-l pe Danny în timp ce Ash lucrează cu Mickey (în acest timp, Albert îi prezintă mici înșelăciuni lui Eddie). |   |                               |               |                |                 |                                         |
| 15 | 3 | „Ties That Bind Us”           | Colm McCarthy | Steve Coombes  | 24 martie 2006  | 5.74                                    |
| Echipa îl asistă pe artistul escroc american James Whitaker Wright III, descendent al legendarului James Wright Whitaker I, prin înființarea unei companii false, "Chad mining" cu scopul de a falimenta banca care l-a distrus pe străbunicul său. Cu toate acestea, membrii echipei au uitat cât de viclean este "JW3". Ca invitat de onoare este actorul Richard Chamberlain. |   |                               |               |                |                 |                                         |
| 16 | 4 | „A Bollywood Dream”           | Colm McCarthy | Danny Brown    | 31 martie 2006  | 5.64                                    |
| Echipa încearcă să-l păcălească pe Kulvinda Samar (un proprietar hain de fabrici), făcându-l să învestească într-un film în stil Bollywood. Planul lor obișnuit, de obicei impecabil, este prea perfect, iar lucrurile iau o întorsătură destul de rea, după ce ținta începe să sufere de amnezie și își schimbă modul de comportament. |   |                               |               |                |                 |                                         |
| 17 | 5 | „The Hustler's News of Today” | SJ Clarkson   | David Cummings | 7 aprilie 2006  | 5.34                                    |
| Banda hotărăște se răzbune pe un ziar tabloid, deoarece acesta a determinat-o pe una dintre victimele sale - o prietenă a lui Stacie - să încerce să se sinucidă atunci când a fost acuzată de deturnare de fonduri. Ei încearcă să-i vândă ziarului o poveste despre Regina Mamă care ar fi fost înlocuită cu o sosie, cu Albert în calitate de fiu al impostoarei. Cu toate acestea, situația devine complicată atunci când Mickey este capturat de către MI5 pentru acțiunile sale împotriva Reginei Mamă.                                                |   |                               |               |                |                 |                                         |
| 18 | 6 | „Law and Corruption”          | SJ Clarkson   | Tony Jordan    | 14 aprilie 2006 | 6.08                                    |
| Echipa este capturată de poliție după ce s-ar fi "găsit" cocaină într-un geamantan pe care-l ducea Mickey. Albert este aruncat în închisoare și inspectorul-șef York le propune o "afacere"; restul echipajului trebuie să convingă un hoț notoriu, Adam Rice, să fure un manuscris de-al lui Hans Christian Andersen și apoi să-l facă pe acesta să fie prins în flagrant delict. Plecarea lui Michael Stone. El a revenit în Seria 5. |   |                               |               |                |                 |                                         |

### Sezonul 4 (2007)
| Nr. | # | Titlu                          | Regizat de      | Scris de        | Prima difuzare | Spectatori în Marea Britanie (milioane) |
| --- | - | ------------------------------ | --------------- | --------------- | -------------- | --------------------------------------- |
| 19 | 1 | „As One Flew Out, One Flew In” | Alrick Riley    | Tony Jordan     | 3 mai 2007     | 5.74                                    |
| Ca urmare a faptului că Mickey a plecat în Australia pentru a pune la punct o escrocherie de mare anvergură, Danny simte că este timpul ca el să preia inițiativa. Pentru a arăta celorlalți că poate să conducă el-însuși o escrocherie, el vine cu un plan ambițios de a vinde semnul Hollywood unui colecționar texan, fanatic de obiecte care au apărut în filme, pe nume Anthony Westley (Robert Wagner). Odată ajunși în Los Angeles, Danny îl convinge pe Westley că semnul va fi pus în vânzare, el urmând să fie înlocuit cu unul nou. Westley este dispus să plătească o sumă mare de bani pentru a pune mâna pe semn și nu se va opri de la nimic pentru a se asigura că el câștigă licitația. Dar cum vor obține membrii bandei banii dacă ei nu pot livra semnul? Primul episod în care nu apare Eddie |   |                                |                 |                 |                |                                         |
| 20 | 2 | „Signing Up to Wealth”         | Lee MacIntosh   | Tony Jordan     | 10 mai 2007    | 5.75                                    |
| Înapoi în Marea Britanie, Danny este convins că echipa are nevoie de un nou membru în locul lui Mickey și începe interviuri, dar candidații nu sunt ceea ce așteaptă restul echipei. Între timp, Dickie Brennan, un nemilos baron din industria filmelor pentru adulți, este dornic să achiziționeze un cal de curse care să câștige premii. Desigur, banda de artiști escroci este dispusă să se implice, în ciuda faptului că membrii ei nu știu nimic despre cai. Și în timp ce toate acestea au loc, un escroc mărunt pe nume Billy Bond nu se va opri de la nimic pentru a fi primit în bandă. Prima apariție a lui Billy Bond |   |                                |                 |                 |                |                                         |
| 21 | 3 | „Getting Even”                 | Lee MacIntosh   | Tony Jordan     | 17 mai 2007    | 5.42                                    |
| Barmanul favorit al escrocilor, Eddie, are necazuri. Proprietara căminului de bătrâni unde se află tatăl său îl escrochează, mărind repetat tariful. Veronica Powell este o femeie de afaceri nemiloasă, dar are o slăbiciune: colecția de vinuri. Cu toate acestea, ea își dorește mai mult și timpul se scurge în favoarea tatălui lui Eddie. Se poate gândi Danny la o escrocherie sau va aduce echipa la faliment pentru a o încerca să o convingă? |   |                                |                 |                 |                |                                         |
| 22 | 4 | „A Designer's Paradise”        | Stefan Schwartz | Colin Blytheway | 24 mai 2007    | 5.76                                    |
| Clarissa Bartwell este o femeie imorală cu o pasiune pentru modă. Folosind Hainele cele noi ale împăratului ca sursă de inspirație pentru escrocherie, Billy intră în joc alături de Danny. Cu toate acestea, există cineva care amenință să le arunce în aer acoperirea cu excepția cazului în care Billy îi va da 20.000 de lire sterline în numerar. Poate Billy să evite amenințarea și să ducă la capăt escrocheria? |   |                                |                 |                 |                |                                         |
| 23 | 5 | „Conning the Artists”          | Stefan Schwartz | Nick Fisher     | 31 mai 2007    | 4.97                                    |
| Echipa sărbătorește realizarea unei escrocherii de succes. Dar distracția se termină în curând, atunci când sunt cei cinci escroci sunt luați ostatici pe propriul lor teritoriu - barul lui Eddie - de un om care îi acuză că i-au dezonorat familia. De această dată este ceva personal - nu este vorba de bani. Au mers ei prea departe sau poate vor găsi o modalitate de a negocia singuri pentru a rămâne în viață? |   |                                |                 |                 |                |                                         |
| 24 | 6 | „Big Daddy Calling”            | Alrick Riley    | Tony Jordan     | 7 iunie 2007   | 5.60                                    |
| Echipa merge în raiul escrocilor, Las Vegas, atunci când află că Albert a fost bătut de un șef mafiot, Johnny Maranzano. Ceilalți patru decid să-l răzbune și să jefuiască aparatul de slot Big Daddy (lumina ochilor lui Johnny) de un jackpot de 5 milioane de dolari. Pot ei să găsească o modalitate de a jefui un cazino, care nu se închide niciodată și este sub pază 24 ore pe zi fără a fi prinși sau, încă și mai rău, omorâți? Al doilea episod în care nu apare Eddie și ultima apariție a lui Danny Blue, Stacie Monroe & Billy Bond |   |                                |                 |                 |                |                                         |

### Sezonul 5 (2009)
| Nr. | # | Titlu                     | Regizat de     | Scris de                        | Prima difuzare    | Spectatori în Marea Britanie (milioane) |
| --- | - | ------------------------- | -------------- | ------------------------------- | ----------------- | --------------------------------------- |
| 25 | 1 | „Return of the Prodigal”  | James Strong   | Tony Jordan                     | 8 ianuarie 2009   | 6.26                                    |
| Mickey revine la Londra și află că echipa sa se dăduse la fund din cauza crizei creditelor. După ce a vorbit cu mentorul lui, Albert (care este în închisoare), el află de niște dezvoltatori imobiliari care vor să facă bani ușor - Sara Naismith și asistentul ei, Aaron. Dându-se drept intermediari în tranzacțiile cu acțiuni, Mickey și Ash îi oferă șansa de a se alătura unei tranzacții ilegale bazate pe informații provenite din interiorul sistemului. Complicând și mai mult afacerile, un gangster nemilos îi vânează pe Sara și Aaron care îl înșelaseră anterior. Dar când schema începe să se destrame, Mickey este păcălit sau cineva încearcă să-i manipuleze pe toți? În acest episod, Ash arată că el a încercat să-i readucă în echipă pe Danny & Stacey, dar ei își continuau activitatea în America. Întoarcerea lui Michael Stone și prima apariție a lui Sean Kennedy & Emma Kennedy |   |                           |                |                                 |                   |                                         |
| 26 | 2 | „New Recruits”            | James Strong   | Tony Jordan                     | 15 ianuarie 2009  | 5.90                                    |
| Emma și Sean devin membri ai echipei și se implică într-o escrocherie de nivel mare. Carlton Wood și Harry Fielding au furat un sistem de securitate și l-au determinat pe inventatorul său să se sinucidă. Mickey dorește să-i folosească pe noii recruți pentru a le da o lecție, dar singura modalitate de a realiza acest lucru este de a bate sistemul de securitate pe care chiar Ash spune că nu-l poate înfrânge. Primul și singurul episod în care nu apare Albert Stroller (deși este trecut pe generic) și prima apariție a lui Carlton Wood & Harry Fielding |   |                           |                |                                 |                   |                                         |
| 27 | 3 | „Lest Ye Be Judged”       | Julian Simpson | Fintan Ryan                     | 22 ianuarie 2009  | 6.30                                    |
| Cu doar câteva zile până la eliberarea lui Albert din închisoare, Mickey și Emma decid să-l ajute realizând păcălirea unui judecător să creadă că ei pot să-l conducă la o avere care îi fusese promisă de un criminal decedat. Între timp, Ash încearcă să-l învețe pe Sean câteva reguli importante ale escrocheriilor la un cazino, în timp ce Albert are necazuri din partea nemiloasei directoare a închisorii. |   |                           |                |                                 |                   |                                         |
| 28 | 4 | „Diamond Seeker”          | Julian Simpson | Chris Hurford & Tom Butterworth | 29 ianuarie 2009  | 5.73                                    |
| Atunci când o afacere merge bine și echipa intră în posesia unui diamant neprețuit, ei sunt forțați să ia cea mai periculoasă țintă. Mickey crede că ei pot păstra colierul dacă Emma este dispusă să-l înșele pe Toby Baxter, un om bogat și singuratic care furase bijuteria. Echipa aranjează totul pentru a susține o poveste fabricată, dar Emma a fost de acord cu planul riscant? |   |                           |                |                                 |                   |                                         |
| 29 | 5 | „Politics”                | Minkie Spiro   | Marston Bloom                   | 5 februarie 2009  | 5.95                                    |
| Sean intră sub acoperire în biroul parlamentarului Rhona Christie, după ce echipa descoperă că se poate onține de pe urma afacerilor sale ilegale. Întreaga operațiune este pusă în pericol, atunci când fiecare încearcă să-l înșele pe celălalt. |   |                           |                |                                 |                   |                                         |
| 30 | 6 | „The Road Less Travelled” | Robert Bailey  | Tony Jordan                     | 12 februarie 2009 | 6.27                                    |
| Țintele anterioare Carlton Wood și Harry Fielding vor să-și recupereze banii după ce Mickey și echipa sa le-au luat 500.000 £ în episodul 26, "New Recruits". Wood găsește o mână de indivizi care au fost înșelați de echipă și vine cu un plan de a-și recupera banii înapoi. El introduce o țintă falsă într-unul din jocurile de poker ale lui Albert și Mickey crede că-l poate înșela cu 4 milioane de lire. Dar ținta falsă, Alfie Baron (Tom Goodman-Hill), este de acord să încheie afacerea cu Mickey numai dacă escrocii depun 1 milion de lire. A fost bătut Mickey în cele din urmă? Ultima apariție a lui Carlton Wood & Harry Fielding |   |                           |                |                                 |                   |                                         |

### Sezonul 6 (2010)
| Nr. | # | Titlu                             | Regizat de     | Scris de                    | Prima difuzare   | Spectatori în Marea Britanie (milioane) |
| --- | - | --------------------------------- | -------------- | --------------------------- | ---------------- | --------------------------------------- |
| 31 | 1 | „And This Little Piggy Had Money” | Iain MacDonald | Tony Jordan                 | 4 ianuarie 2010  | 6.84                                    |
| Banda de escroci s-a întors în afaceri, gata să-i înșele pe toți mincincoșii sau infractorii. Chiar după ce echipa terminase o escrocherie genială în care Emma se prezenta ca prințesa pop Kylie Minogue, Albert găsește următoarea țintă - fostul bancher Piggy Richardson (Patrick Ryecart), care fusese hăituit de presă, după un scandal public legat de pensia sa, dar afacerea se complică atunci când o femeie agentă DCI amenință să-i prindă. Prima apariție a lui DCI Lucy Britford |   |                                   |                |                             |                  |                                         |
| 32 | 2 | „The Thieving Mistake”            | Iain MacDonald | Fintan Ryan                 | 11 ianuarie 2010 | 6.74                                    |
| Albert a decis că este timpul pentru o pauză, astfel că este pe drum spre Sin City, pentru a-și încerca norocul la cazinouri, lăsând echipa să se descurce singură, în lipsa lui. La aeroport, după ce Albert a plecat, echipa este întâmpinată de o față familiară, "Liability" Finch, un escroc ghinionist, fost coleg din trecut al lui Ash, care are nevoie de ajutorul lor pentru a recupera un tablou furat pe care îl lăsase într-o căsuță poștală din aeroportul de plecare (de la Rio de Janeiro). |   |                                   |                |                             |                  |                                         |
| 33 | 3 | „Tiger Troubles”                  | Sarah O'Gorman | Chris Bucknall              | 18 ianuarie 2010 | 5.89                                    |
| Albert este în Chinatown pentru a încheia o afacere cu Phil și cu cumnatul său, Czech Charlie. Charlie este un dur notoriu și unul care consideră că nu poate fi înșelat, așa că atunci când Phil cedează și moare, Albert decide să-și reducă pierderile și să renunțe la escrocherie. Dar Charlie nu renunță - el vrea banii din "investiția inițială" a fratelui său până la sfârșitul săptămânii sau îl va ucide pe Albert în schimb-, forțându-l pe Sean să sugereze o escrocherie care implică un playboy îmbătrânit și un tigru încrustat cu bijuterii, pe care testamentul strămoșilor săi oprea ținta să-l vândă. |   |                                   |                |                             |                  |                                         |
| 34 | 4 | „The Father of Jewels”            | Sarah O'Gorman | Mark Chappell & Fintan Ryan | 25 ianuarie 2010 | 5.84                                    |
| Banda este pe cale să încheie o afacere în valoare de 50.000 de lire sterline, dar Sean este distras de cineva cu care are o treabă de lămurit; Emma este șocată să descopere că omul este nimeni altul decât tatăl lor, care plecase cu 25 de ani în urmă. Determinat să acționeze chiar și așa, Sean conduce o escrocherie asupra tatălui său pentru a-și obține înapoi banii pe care acesta îi datorează, de pe când erau copii. Vor reuși el și Emma să câștige meciul cu tatăl lor și să găsească răspunsurile pe care le-au căutat?                                                                                  |   |                                   |                |                             |                  |                                         |
| 35 | 5 | „Conned Out of Luck”              | Luke Watson    | Tony Jordan                 | 1 februarie 2010 | 5.95                                    |
| Ceva de neconceput se întâmplă atunci când Mickey este înșelat de cineva care i-a vândut online un telefon mobil de nefolosit. Crezând că aceasta îi va aduce o serie de ghinioane pentru o perioadă, Mickey cedează conducerea echipei lui Ash, care, împreuna cu restul bandei, vine cu o escrocherie îndreptată către persoana care i-a vândut telefonul lui Mickey. Pot ei să-i readucă norocul lui Mickey? |   |                                   |                |                             |                  |                                         |
| 36 | 6 | „The Hush Heist”                  | Luke Watson    | Tony Jordan                 | 8 februarie 2010 | 6.36                                    |
| Echipa tocmai a finalizat o escrocherie când află că ținta lor era un ofițer de poliție sub acoperire. Mickey și echipa sunt arestați și forțați să facă o treabă pentru doi ofițeri MI6, care se întâmplă să fie prieteni cu DCI Britford. Ținta este Banca Națională a Siriei, de la care trebuie să fure conținutul necunoscut al unei cutii de valori - problema este că seiful este protejat ca și Fort Knox-ul. |   |                                   |                |                             |                  |                                         |

### Sezonul 7 (2011)
| Nr. | # | Titlu                    | Regizat de   | Scris de       | Prima difuzare    | Spectatori în Marea Britanie (milioane) |
| --- | - | ------------------------ | ------------ | -------------- | ----------------- | --------------------------------------- |
| 37  | 1 | „As Good as it Gets”     | John McKay   | Tony Jordan    | 7 ianuarie 2011   | 6.84                                    |
| 38  | 2 | „Old Sparks Come New”    | John McKay   | Chris Lang     | 14 ianuarie 2011  | 7.04                                    |
| 39  | 3 | „Clearance From A Deal”  | Roger Goldby | James Payne    | 21 ianuarie 2011  | 6.84                                    |
| 40  | 4 | „Benny's Funeral”        | Roger Goldby | Chris Bucknall | 28 ianuarie 2011  | 6.97                                    |
| 41  | 5 | „The Fall of Railton FC” | Colin Teague | Chris Lang     | 11 februarie 2011 | 6.87                                    |
| 42  | 6 | „The Delivery”           | Colin Teague | Tony Jordan    | 18 februarie 2011 | 6.16                                    |

### Sezonul 8 (2012)
| Nr. | # | Titlu                     | Regizat de    | Scris de    | Prima difuzare    | Spectatori în Marea Britanie (milioane) |
| --- | - | ------------------------- | ------------- | ----------- | ----------------- | --------------------------------------- |
| 43  | 1 | „Gold Finger”             | Alrick Riley  | Tony Jordan | 13 ianuarie 2012  | 6.51                                    |
| 44  | 2 | „Picasso Finger Painting” | Adrian Lester | Tony Jordan | 20 ianuarie 2012  |                                         |
| 45  | 3 | „Episode 3”               | Roger Goldby  |             | 27 ianuarie 2012  |                                         |
| 46  | 4 | „Episode 4”               | Roger Goldby  |             | 3 februarie 2012  |                                         |
| 47  | 5 | „Episode 5”               |               |             | 10 februarie 2012 |                                         |
| 48  | 6 | „Episode 6”               |               |             | 17 februarie 2012 |                                         |